# 波莫纳 (加利福尼亚州)
波莫納（Pomona, California）是美國加利福尼亞州洛杉磯縣的一個城市，位於該縣東部邊緣。2000年人口149,473人。也是洛杉磯縣第五大的城市（僅次於洛杉磯，長灘，格蘭岱爾和聖塔克拉利塔）。
波莫纳加州州立理工大学位於本市。